# Silver Mine Bay
Silver Mine Bay (kinesiska: 銀鑛灣, 银矿湾) är en vik i Hongkong (Kina). Den ligger i den västra delen av Hongkong.